# Ópera Nacional de Letonia
La Ópera nacional de Letonia (en letón: Latvijas Nacionālā opera) es el teatro principal de la ciudad de Riga, la capital de Letonia. Alrededor del edificio se encuentra un parque.
El teatro es la sede de la Ópera y del Ballet Nacional. La compañía de teatro se formó poco después de la independencia del país en 1918, y dos años más tarde se creó la compañía de danza, siendo la única empresa profesional en el país.
Diseñado por el arquitecto Ludwig Bohnstedt, abrió sus puertas en 1863 como el teatro alemán de Riga. Destruido por un incendio en 1882, fue reconstruido sobre la base del diseño original de Reinholds Schmaeling. La obra se terminó en 1887.